# Mary Tudor, contessa di Derwentwater
Mary Tudor, contessa di Derwentwater (16 ottobre 1673 – Parigi, 5 novembre 1726) è stata una nobildonna e attrice inglese, figlia illegittima di Carlo II d'Inghilterra e Moll Davis.

## Biografia
Nata nel 1673, Mary Tudor crebbe in una casa a St James's Square. Seguì le orme materne e cominciò a recitare in tenera età, facendo il suo debutto sulle scene all'età di nove anni nell'opera Venus and Adonis. Quando ebbe sette anni il padre le concesse il cognome di "Tudor", di cui gli Stuart erano stati cugini, e le concesse privilegi paragonabili a quelli della figlia di un conte. Nel settembre 1683 le fu concesso anche un vitalizio di 1500 sterline annue e cinque mesi più tardi il suo status fu elevato a quello paragonabile alla figlia di un duca.
Nel 1687 sposò Edward Radclyffe, II conte di Derwentwater, con cui avrebbe avuto quattro figli. Nel 1688, quando suo zio Giacomo II d'Inghilterra fu rovesciato durante la Gloriosa rivoluzione, Mary lo seguì in esilio in Francia con tutta la famiglia. Dopo la morte del suocero nel 1696 o 1697, il marito ereditò il titolo e Mary, a sua volta, divenne la contessa consorte.
Morì a Parigi nel 1726 e fu sepolta a Dilfton, nel Northumberland.

## Discendenza
Il 18 agosto 1687 sposò Edward Radclyffe, II conte di Derwentwater, da cui ebbe quattro figli:
- James Radclyffe (1689-1716), che ereditò il titolo.
- Mary Tudor Radclyffe (?-?)
- Charles Radclyffe (1693-1746)
- Francis Radclyffe (?-?)

Il 6 febbraio 1700 si separò dal marito, forse perché non volle convertirsi al cattolicesimo come lui o causa di un tradimento.
Il 23 maggio 1705, poco dopo la morte del primo marito, si risposò con Henry Graham, che sarebbe poi morto il 7 gennaio 1707. Sette mesi più tardi, il 26 agosto, Mary Tudor si risposò per la terza volta, questa volta con il maggiore James Rooke, da cui ebbe la figlia Margaret Frances Disney Rooke. 

## Ascendenza
|                                                     |                                     |                                   | Genitori                                    |  |  | Nonni |  |  | Bisnonni                                         |  |  | Trisnonni                      |  |
|                                                     |                                     |                                   |                                             |  |  |       |  |  | James I, re d'Inghilterra, di Scozia e d'Irlanda |  |  | Henry Stuart, I duca di Albany |  |
|                                                     |                                     |                                   |                                             |  |  |       |  |  | James I, re d'Inghilterra, di Scozia e d'Irlanda |  |  | Henry Stuart, I duca di Albany |  |
|                                                     |                                     | Mary Stuart, regina di Scozia     |                                             |  |  |       |  |  | James I, re d'Inghilterra, di Scozia e d'Irlanda |  |  |                                |  |
| Charles I, re d'Inghilterra, di Scozia e d'Irlanda  |                                     |                                   |                                             |  |  |       |  |  | James I, re d'Inghilterra, di Scozia e d'Irlanda |  |  |                                |  |
|                                                     |                                     | Anna di Danimarca                 | Frederik II, re di Danimarca                |  |  |       |  |  |                                                  |  |  |                                |  |
|                                                     |                                     | Anna di Danimarca                 | Frederik II, re di Danimarca                |  |  |       |  |  |                                                  |  |  |                                |  |
|                                                     |                                     | Anna di Danimarca                 | Sophie di Meclemburgo-Güstrow               |  |  |       |  |  |                                                  |  |  |                                |  |
| Charles II, re d'Inghilterra, di Scozia e d'Irlanda |                                     | Anna di Danimarca                 |                                             |  |  |       |  |  |                                                  |  |  |                                |  |
|                                                     |                                     | Henri IV, re di Francia           | Antoine di Borbone, duca di Vendôme         |  |  |       |  |  |                                                  |  |  |                                |  |
|                                                     |                                     | Henri IV, re di Francia           | Antoine di Borbone, duca di Vendôme         |  |  |       |  |  |                                                  |  |  |                                |  |
|                                                     |                                     | Henri IV, re di Francia           | Jeanne III, regina di Navarra               |  |  |       |  |  |                                                  |  |  |                                |  |
| Henriette-Marie di Francia                          |                                     | Henri IV, re di Francia           |                                             |  |  |       |  |  |                                                  |  |  |                                |  |
|                                                     |                                     | Maria de' Medici                  | Francesco I de' Medici, granduca di Toscana |  |  |       |  |  |                                                  |  |  |                                |  |
|                                                     |                                     | Maria de' Medici                  | Francesco I de' Medici, granduca di Toscana |  |  |       |  |  |                                                  |  |  |                                |  |
|                                                     |                                     | Maria de' Medici                  | Johanna d'Austria                           |  |  |       |  |  |                                                  |  |  |                                |  |
| Mary Tudor                                          |                                     | Maria de' Medici                  |                                             |  |  |       |  |  |                                                  |  |  |                                |  |
|                                                     | Thomas Howard, I conte di Berkshire | Thomas Howard, I conte di Suffolk |                                             |  |  |       |  |  |                                                  |  |  |                                |  |
|                                                     | Thomas Howard, I conte di Berkshire | Thomas Howard, I conte di Suffolk |                                             |  |  |       |  |  |                                                  |  |  |                                |  |
|                                                     | Thomas Howard, I conte di Berkshire | Catherine Knyvet                  |                                             |  |  |       |  |  |                                                  |  |  |                                |  |
| Thomas Howard, III conte di Berkshire               | Thomas Howard, I conte di Berkshire |                                   |                                             |  |  |       |  |  |                                                  |  |  |                                |  |
|                                                     |                                     | Elizabeth Cecil                   | William Cecil, II conte di Exeter           |  |  |       |  |  |                                                  |  |  |                                |  |
|                                                     |                                     | Elizabeth Cecil                   | William Cecil, II conte di Exeter           |  |  |       |  |  |                                                  |  |  |                                |  |
|                                                     |                                     | Elizabeth Cecil                   | Elizabeth Drury                             |  |  |       |  |  |                                                  |  |  |                                |  |
| Moll Davis                                          |                                     | Elizabeth Cecil                   |                                             |  |  |       |  |  |                                                  |  |  |                                |  |
|                                                     |                                     | …                                 | …                                           |  |  |       |  |  |                                                  |  |  |                                |  |
|                                                     |                                     | …                                 | …                                           |  |  |       |  |  |                                                  |  |  |                                |  |
|                                                     |                                     | …                                 | …                                           |  |  |       |  |  |                                                  |  |  |                                |  |
| …                                                   |                                     | …                                 |                                             |  |  |       |  |  |                                                  |  |  |                                |  |
|                                                     |                                     | …                                 | …                                           |  |  |       |  |  |                                                  |  |  |                                |  |
|                                                     |                                     | …                                 | …                                           |  |  |       |  |  |                                                  |  |  |                                |  |
|                                                     |                                     | …                                 | …                                           |  |  |       |  |  |                                                  |  |  |                                |  |
|                                                     |                                     | …                                 |                                             |  |  |       |  |  |                                                  |  |  |                                |  |